# Moshe Dayan
Moshe Dayan, in ebraico משה דיין  (Degania, 20 maggio 1915 – Tel Aviv, 16 ottobre 1981), è stato un generale e politico israeliano. Fu il quarto capo di stato maggiore generale delle forze di difesa israeliane (IDF). È stato un personaggio emblematico per lo Stato di Israele, conosciuto in tutto il mondo per la benda sull'occhio sinistro, perso in Siria durante la seconda guerra mondiale.

## Biografia

### Infanzia e prime esperienze militari
Dayan era un sabra, ossia un ebreo nato nella Palestina ottomana. Venne alla luce nel famoso kibbutz di Degania, da Shmuel e Debora, due sionisti che erano immigrati dall'attuale Ucraina.
A 14 anni entrò nell'Haganah, la forza semiufficiale nata per difendere gli insediamenti ebraici in Palestina. Sergente nel periodo precedente la seconda guerra mondiale, fu influenzato dagli insegnamenti dell'ufficiale inglese filosionista Orde Charles Wingate, specialista di guerriglia che, nel 1938, creò le Special Night Squads, reparti composti da militari britannici e da membri dell'Haganah per fronteggiare la rivolta araba. Quando, nel 1939, l'Haganah fu resa illegale dal governo britannico, Dayan venne incarcerato.

### Seconda guerra mondiale
Nel 1941 l'Haganah prese a collaborare con i britannici nella guerra contro l'Asse. Dayan, liberato, venne aggregato alla 7ª Divisione di fanteria australiana. Il 7 giugno di quell'anno, durante le operazioni contro la Siria controllata dalla Francia di Vichy, venne colpito all'occhio sinistro indirettamente da un proiettile di fucile, mentre stava osservando le posizioni nemiche con un binocolo la cui lente esplose dato l'impatto con il proiettile e i frammenti di vetro gli danneggiarono l'occhio irreparabilmente.
Dopo un recupero solo parziale dell'occhio, Dayan iniziò ad usare la benda nera che diventerà uno dei segni distintivi del suo personaggio. Per il suo ruolo nella guerra in Siria, ricevette la Distinguished Service Order, una delle massime onorificenze militari britanniche. Solo poco tempo dopo finita la guerra in Europa l’Haganah avrà seri contrasti con le truppe britanniche in Palestina.

### Comandante militare
Nella guerra arabo-israeliana del 1948 combatté come ufficiale superiore. In buoni rapporti con il primo ministro David Ben Gurion, divenne un suo protetto, assieme a Shimon Peres. Nel 1955 diventò capo di stato maggiore. Con questa carica diresse la seconda guerra arabo israeliana contro gli arabi nel 1956, portando i suoi soldati fino al canale di Suez.

### In politica
L'operazione di Suez gli diede un immenso prestigio. In contrasto con il governo, nel 1958 diede le dimissioni dall'esercito. Nel 1959, entrò nel Mapai, il partito laburista di Ben-Gurion. Divenne ministro dell'agricoltura, carica che mantenne fino al 1964. Nel 1965, assieme ad altri esponenti scissionisti del Mapai, aderì al partito Rafi, fondato da Ben-Gurion dopo aver lasciato i laburisti a seguito dell'affare Lavon.
Levi Eshkol, che nel 1963 era diventato primo ministro, non era in sintonia con Dayan. Quest'ultimo si ritirò così a vita privata, dedicandosi all'archeologia, di cui era appassionato, e facendo un viaggio in Vietnam del Sud come inviato, spinto da un ovvio interesse per la guerra che si combatteva allora.

### La guerra dei sei giorni
Nel 1967, con l'aggravarsi della crisi con i paesi arabi, Eshkol, nonostante la sua scarsa simpatia per Dayan, lo nominò ministro della difesa. Il primo ministro, che prima della nomina di Dayan rivestiva anche la carica di ministro della difesa, non aveva infatti neppure compiuto il servizio militare. Nell'imminenza della guerra, era quindi indicato affidare il ministero ad una guida carismatica.
Sebbene i piani di guerra fossero stati già preparati in precedenza dal capo di stato maggiore Yitzhak Rabin, Dayan diede il suo contributo alla vittoria, ottenuta in appena sei giorni, in quella che appunto venne chiamata guerra dei sei giorni. Però Dayan, tra le cui doti non si poteva enumerare una particolare modestia, riuscì a farsi passare come il principale autore della grande vittoria. In particolare, con l'Operazione Focus, l'aviazione israeliana distrusse la maggior parte delle forze aeree egiziane a terra. Nel giro di poche ore 450 aerei delle aeronautiche egiziane, giordane e siriane furono distrutti, assieme al danneggiamento di 18 basi aeree in Egitto, compromettendo le capacità difensive aeree egiziane per l'intera durata della guerra.
Per lui, che dopo la vittoria rimase ministro della difesa fino al 1974, si ipotizzava ormai un futuro da primo ministro.
All'interno del governo laburista, Dayan era uno dei cosiddetti "falchi", che si opponevano con decisione a qualsiasi proposta volta a rinunciare ai territori conquistati nel 1967 in cambio della pace. Disse una volta che avrebbe preferito rimanere in guerra tenendo Sharm el-Sheikh (la città, sulla punta meridionale del Sinai, occupa una posizione strategica, in quanto controlla le linee di navigazione che collegano il porto israeliano di Eilat al Mar Rosso) piuttosto che ottenere la pace cedendola. Più tardi, nel corso della sua carriera politica, abbandonò questo modo di pensare e giocò un ruolo importante nelle trattative che portarono alla pace con l'Egitto.

### La guerra del Kippur
Dopo la morte di Levi Eshkol, nel 1969, divenne primo ministro Golda Meir. Dayan, come s'è detto, rimase al dicastero della difesa. Era ancora in carica quando, il 6 ottobre 1973, iniziò la guerra del Kippur. I primi due giorni di guerra furono traumatici per Israele.
Dayan porta indubbiamente alcune responsabilità nelle sconfitte iniziali. Assieme alle altre massime autorità civili e militari, aveva sottovalutato i segnali d'allarme che provenivano da diverse fonti. Si era rifiutato di mobilitare le forze di difesa israeliane (IDF) per lanciare un attacco preventivo contro Egitto e Siria, in quanto credeva che le stesse IDF avrebbero potuto vincere con facilità anche se gli arabi avessero attaccato per primi.
Dopo le pesanti sconfitte dei primi due giorni di guerra, le ottimistiche idee di Dayan cambiarono radicalmente. Fu sul punto di annunciare "la caduta del Terzo Tempio" ad una conferenza stampa, dimenticandosi di parlarne prima con la Meir. Cominciò anche a parlare apertamente di usare armi di distruzione di massa contro gli arabi.
Riuscì comunque a recuperare il controllo della situazione e condurre la guerra fino alla vittoria finale.
Anche se la Commissione Agranat, sorta per indagare su quanto non aveva funzionato nella guerra dell'ottobre 1973, non attribuì responsabilità particolari alla dirigenza politica del paese, a cui Dayan apparteneva, un'ondata di proteste da parte dell'opinione pubblica costrinse lui e Golda Meir a dimettersi.

### Ministro degli Esteri
Secondo chi lo conosceva, la guerra del Kippur aveva profondamente depresso Dayan. Per un certo periodo dopo le dimissioni dal governo, tenne un profilo politico basso. Nel 1977, anche se rieletto alla Knesset nella lista del Partito Laburista, accettò di diventare Ministro degli Esteri nel nuovo governo, retto dal leader del Likud Menachem Begin. Dayan non entrò mai a far parte del Likud, ma ugualmente il nuovo incarico ministeriale fu visto come un tradimento da molti suoi colleghi di partito laburisti.
Agli Esteri, il suo ruolo fu basilare per giungere agli accordi di Camp David, con cui si stabilì la pace con l'Egitto. Dayan si dimise nel 1979 (assieme ad Ezer Weizman, che in seguito entrò nel partito laburista), a causa di disaccordi con Begin riguardo alla questione palestinese. Gli accordi di pace con l'Egitto includevano clausole riguardanti futuri negoziati con i palestinesi, ma Begin, contrario all'ipotesi, non inserì Dayan tra gli incaricati delle trattative.

### La morte
Nel 1981, Dayan fondò un nuovo partito, il Telem, che chiedeva un ritiro unilaterale dalla Cisgiordania e dalla striscia di Gaza. Alle elezioni politiche del 30 giugno 1981, per la decima legislatura della Knesset, il partito vinse due seggi, ma Dayan morì poco dopo, a Tel Aviv, di cancro al colon. È sepolto nel moshav di Nahalal, dove era cresciuto.

## Eredità
Dayan era una personalità controversa e le sue opinioni non sempre erano chiare al prossimo. Ebbe pochi amici stretti. La sua intelligenza brillante ed il suo carisma si combinavano ad un notevole cinismo ed a una certa mancanza di senso del limite. Ariel Sharon di lui disse: «Si potrebbe svegliare con cento idee, di cui novantacinque pericolose e tre cattive. Le altre due, di contro, sarebbero brillanti».
Dayan combinò un'identità laica, da membro di un kibbutz ed un certo pragmatismo, con un profondo amore, quasi mistico, per il popolo ebraico e per la terra d'Israele. Pare che, vedendo la folla di religiosi ebrei che si affollava sulla Spianata del Tempio dopo la conquista di Gerusalemme nel 1967, abbia domandato «Dove siamo? In Vaticano?». Più tardi fece rimuovere la bandiera israeliana dalla Cupola della Roccia. Ritenendo che la Spianata del Tempio fosse più importante come luogo storico che come luogo sacro, ne affidò il controllo amministrativo ad un consiglio musulmano.
Dayan fu anche uno scrittore ed un archeologo dilettante. La passione per l'archeologia lo spinse a collezionare diversi reperti, non sempre nel rispetto delle leggi. Dopo la sua morte, la collezione venne venduta dalla seconda moglie Rachel, allo Stato. La prima moglie si chiamava Ruth. Sua figlia Yael fu scrittrice e seguì le sue orme in politica. Nel corso degli anni, Dayan aderì a diversi partiti di sinistra, sedendo anche alla Knesset e nel consiglio comunale di Tel Aviv. Il figlio Assi, morto nel 2014, è stato un affermato attore e regista cinematografico.

## Opere
- La campagna del Sinai, 1956, traduzione di Mario Rivoire, Collezione Le Scie, Milano, Mondadori, 1967.
- Storia della mia vita, Collezione Le Scie, Milano, Mondadori, 1977.